# Cimorné

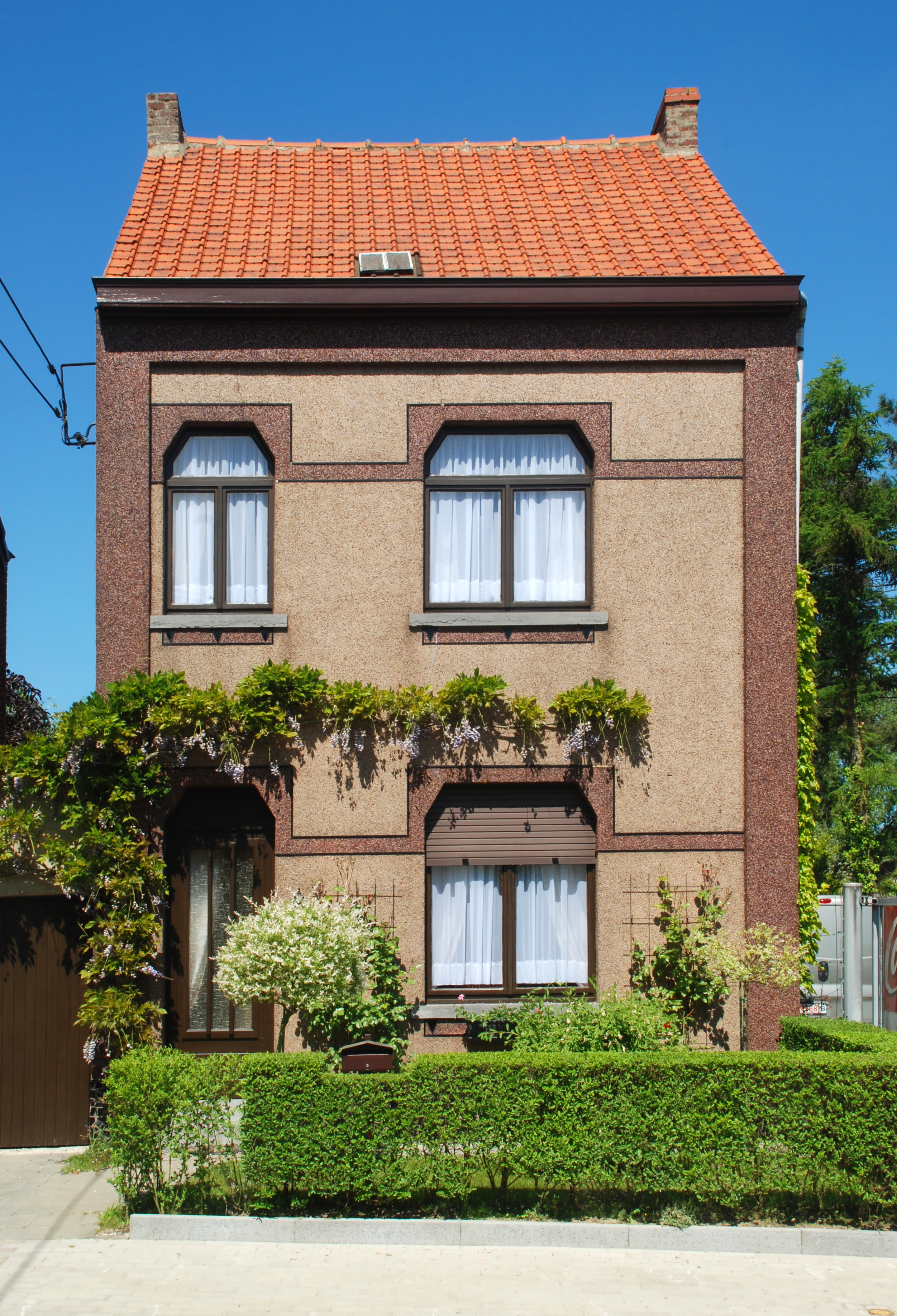
Façade en cimorné à Ottignies en Belgique.

Créé en Belgique, le cimorné (contraction de « ciment orné ») est un enduit au ciment sur lequel on projette, alors qu'il est encore frais, de la marbrite concassée.

## Historique
Cet enduit, obtenu par le concassage de déchets provenant de la fabrication de la marbrite, fut abondamment utilisé à l'époque de l'Art déco en Belgique, durant les années 1930, pour confectionner des revêtements de façade brillants et colorés.
Il était utilisé en combinaison avec des lattes de marbrite encadrant portes et fenêtres et avec des fragments de marbrite de grande taille recouvrant le soubassement, appelé mosaïverre. Grâce à son faible prix, le cimorné connut un grand succès en Belgique, alors que frappait la crise économique des années 30, ce qui permit aux couches populaires séduites par l'esthétique Art déco de bien personnaliser leurs façades par le choix des couleurs et de la décoration. 
Le cimorné fut utilisé presque exclusivement en milieu rural dans une tentative d'accéder à la modernité, au progrès, à l'ascension sociale… se démarquer, faire peau neuve dans un univers campagnard qui ne bénéficiait pas de la valorisation dont on le crédite aujourd'hui. On le trouve ainsi dans nombre de villages et de petites villes de Wallonie tels Ottignies, Céroux-Mousty, Genappe, Andenne, Braine-le-Comte, Ronquières, Hennuyères. 
Figurant au Glossaire des matériaux du site officiel de l'inventaire du patrimoine architectural de la Région de Bruxelles-Capitale, il apparaît exceptionnellement en milieu urbain, comme à Etterbeek (Bruxelles), où il orne l'encadrement de porte d'un immeuble sis avenue Général Bernheim 75 (architecte Vital Coppe, 1936) ou, comme à Schaerbeek, où il recouvre la façade d'une maison de rangée située Rue Vanderlinden 6.

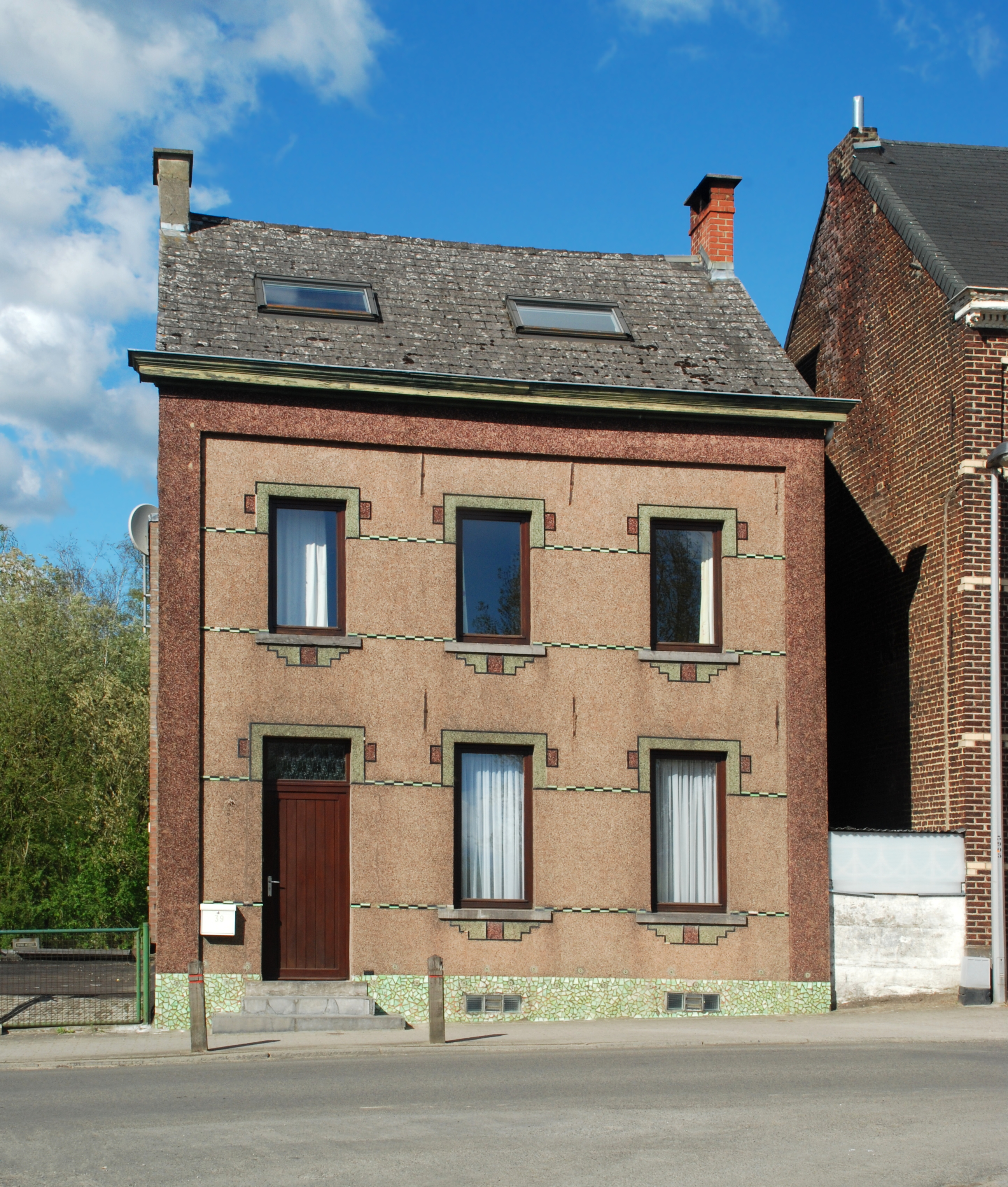
Façade en cimorné à Ottignies.
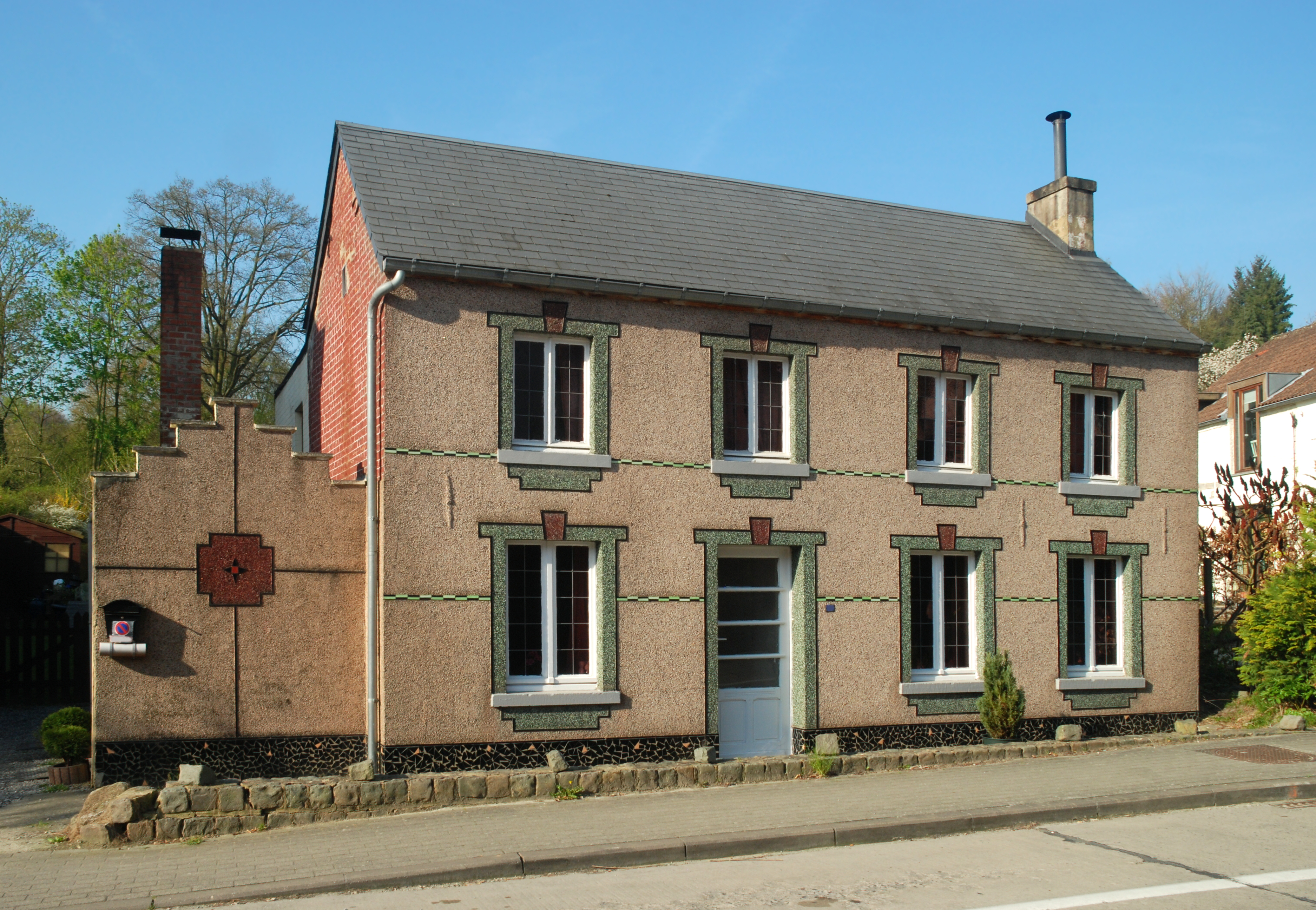
Façade en cimorné à Ottignies.
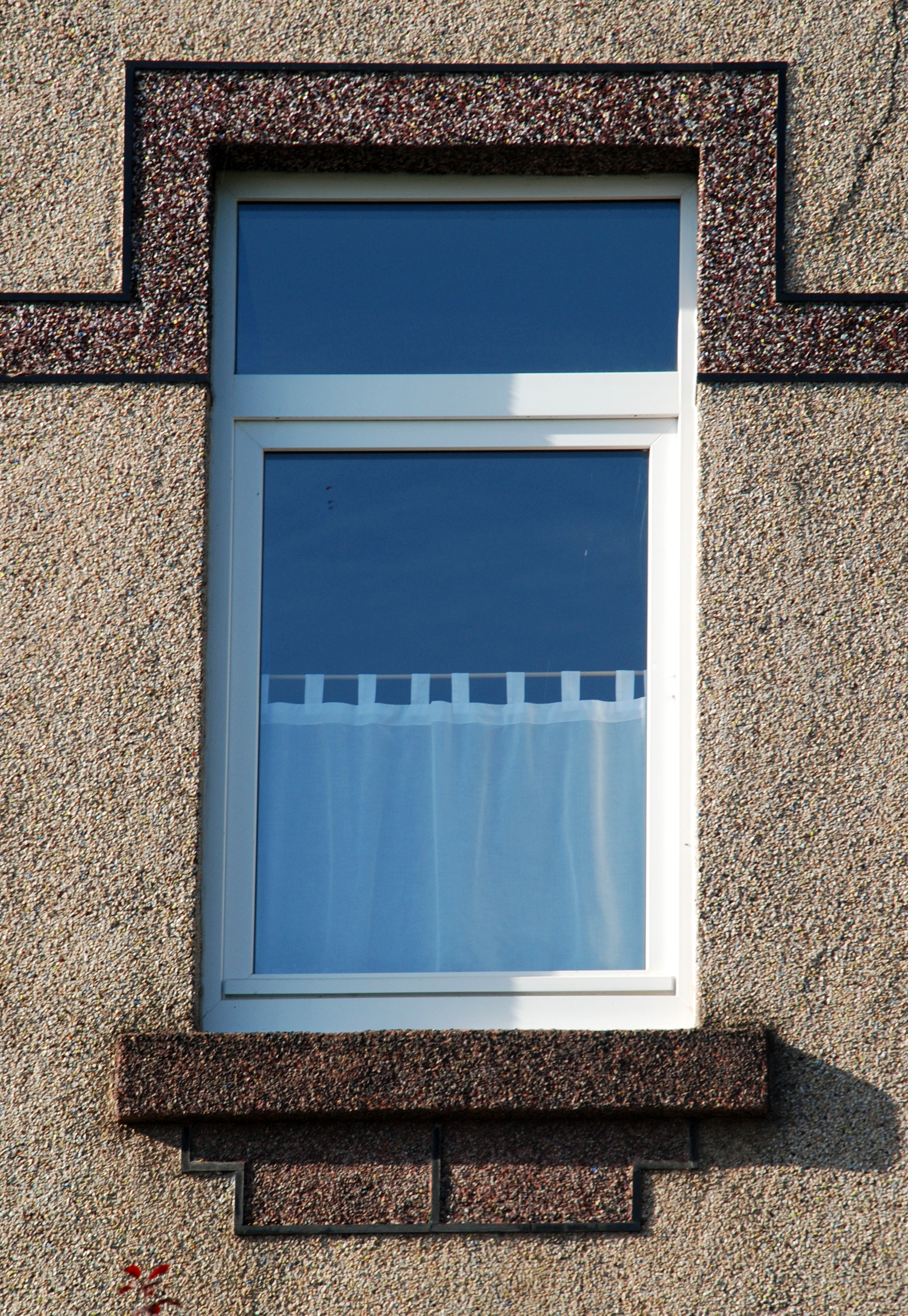
Fenêtre avec décoration en cimorné rose encadré de lattes en marbrite.
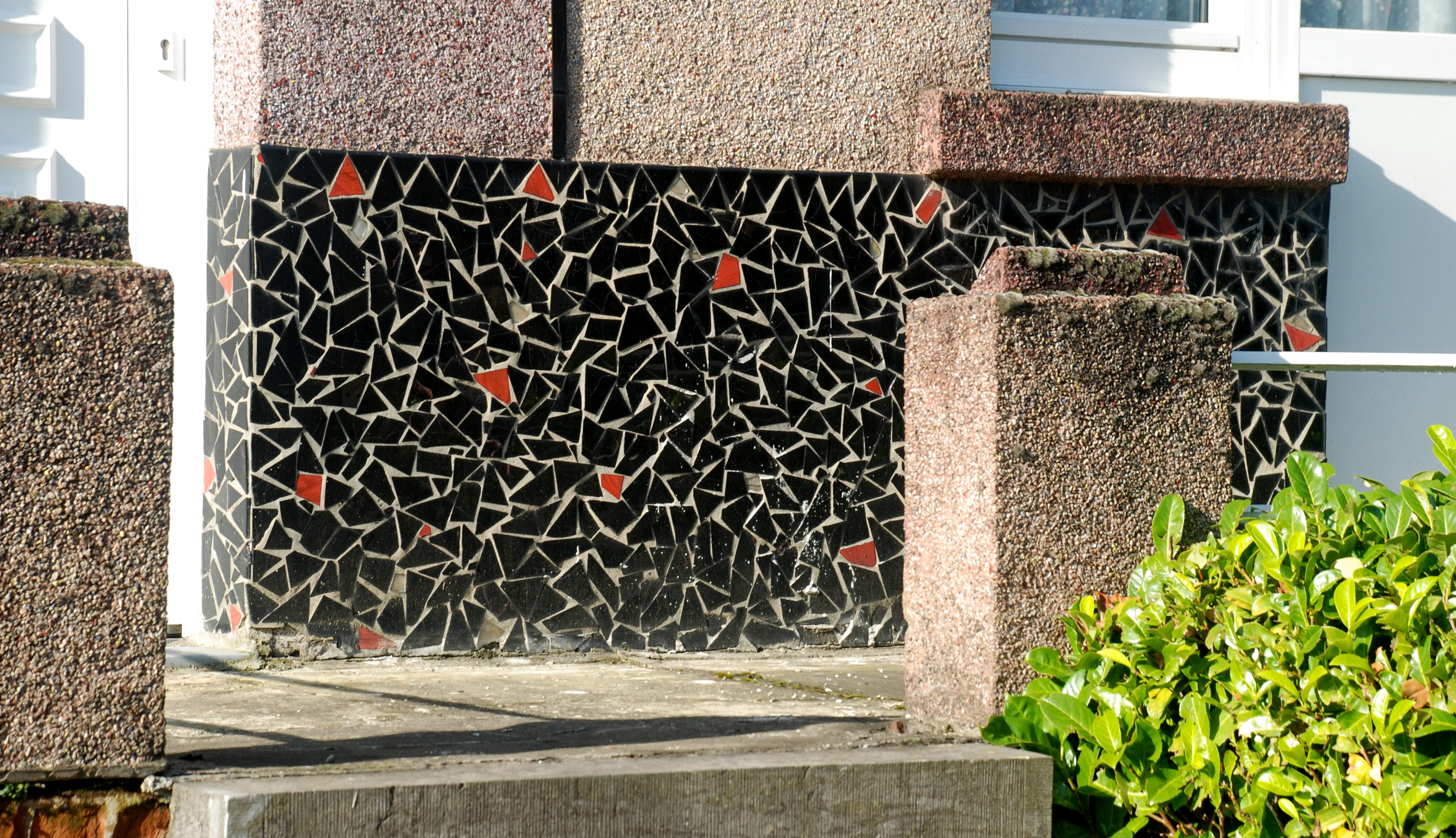
Soubassement en mosaïverre.
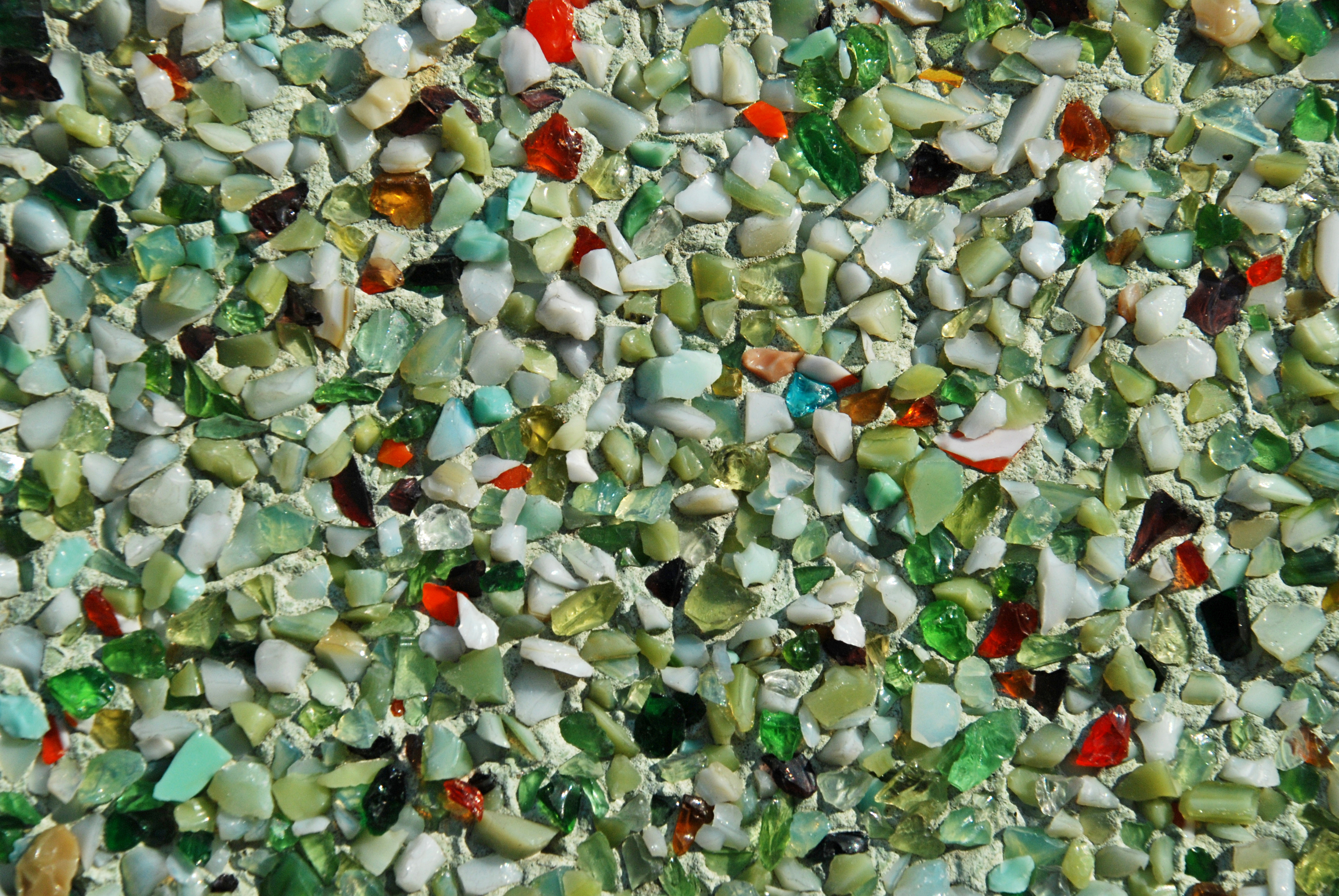
Vue détaillée de la structure du cimorné.